# Kettejeva pot
Kettejeva pot je pohodniška pešpot, poimenovana po pesniku Dragotinu Ketteju. Pot je zasnovalo društvo Kettejeva pot, in sicer ob 130-letnici pesnikovega rojstva leta 2006. Markirajo jo usmerjevalne table s pesnikovo podobo. 9-kilometrska pot vodi od Trnovega pri Ilirski Bistrici do Prema, pohodnik pa jo prehodi v treh urah.
Tam zunaj je sneg

in burja nezvanka

a tebe, nevgnanka,

le radost in smeh.

Ah, vse drugo je šlo,

le tvoj pógled žari še,

tvoje lice rudi še

kot nekdaj lepo.

Ni več na vrteh

lepih rožic razvitih,

vijolic ni skritih,

lilij belih ko sneg.

Toda ti si krasnà

tako strastna in vroča

in sredi naročja

ti vsa si mojà.

(Dragotin Kette, Tam zunaj je sneg)

## Opis poti
Časovnica
- Trnovo z ogledom in pot do mostu čez Reko 1 ura,
- Rečica, Zarečje in do križišča za Bubec 1 ura,
- do Novakovega mlina 0,5 ure in
- do Prema 0,5 ure.

Skupaj 3-4 ure zmerne hoje.
Potek poti
Pot se začne izpred osnovne šole Dragotina Ketteja mimo stare ljudske šole, kjer je nekaj časa poučeval Kettejev oče, po Kettejevi ulici, kjer stojita rojstna hiša njegove matere in hiša, kjer je živel njegov stric. Iz mestnega primeža se izvijemo pri zaselku Rečica, kjer prečkamo most čez reko Reko in se po asfaltni cesti napotimo proti Zarečju. Od tam nas do konca asfaltne ceste čaka le še dobrih 500 metrov, kjer čez potok Posrtev zavijemo desno in nadaljujemo po mirnem makadamu, kjer tako rekoč ni prometa. Hodimo po dolini Reke. Ko pridemo do Novakove domačije, smo približno na pol poti. Tu si lahko ogledamo Novakov mlin, če smo se seveda prej dogovorili z lastnikom. Pot nadaljujemo do Brejščkovega potoka, ki teče kar čez kolovoz, tako da ga moramo preskočiti. Pot se vzpne, pridemo na travnik, ter zavijemo levo v vas Smrje. Mimo cerkve nadaljujemo skozi vas do kapelice, kjer v križišču zapustimo asfalt in zavijemo levo. Med sadnim drevjem se precej strmo vzpnemo proti Premu. Ko pridemo na asfaltno cesto, ki vodi proti Obrovu, nas do začetka vasi loči samo še dober kilometer. Cerkev Sv. Helene obhodimo po levi strani in malo niže že prispemo do Kettejeve rojstne hiše.